# ليلي ألفاريث
إليا ماريا غونثالث - ألفاريث إي لوبيث - تشيتشيري (بالإسبانية: Elia María González-Álvarez y López-Chicheri، ولدت في 9 مايو 1905، روما، إيطاليا - توفيت في 8 يوليو 1998، مدريد، إسبانيا) والمعروفة ب ليلي ألفاريث، لاعبة كرة مضرب إسبانية. فازت ببطولة رولان غاروس عام 1929 في فئة الزوجي للسيدات.

## سيرتها الذاتية
ولدت ليلي ألفاريث بفندق«الزهرة» بروما (إيطاليا) طوال فترة اقامة والديها هناك. ترعرعت في سويسرا، ومنذ سن مبكر بدأت المشاركة في العديد من الرياضات المختلفة. عام 1934، تزوجت ليلي ألفاريث من الكونت«فالديني»، رجل ارستقراطي فرنسي. وفي عام 1939، فقدت ابنها الوحيد وانفصلت عن زوجها. ثم عادت إلى منزلها بإسبانيا في عام 1941، حيث اكملت نشاطها الرياضي، وبدأت الكتابة حول قضايا المرأة والأديان.

## مجال كرة المضرب
كانت ليلي ألفاريث رائدة رياضة كرة المضرب النسائية الاسبانية، فقد كانت الأكثر شهرة في بلدها عام 1920.وفي 1926 - 1928، فازت في 3 نهائيات متتالية في بطولة«ويمبلدون». وكان لعب ليلي ألفاريث«جرئ على غير العادة». في عام 1929، كونت فريق مع اللاعبة الهولندية«كورنيليا بومان» للفوز بلقب الثنائي النسائي في رولاند جاروس. قبل عامين، كانت ليلي ألفاريث قد فقدت لقب الثنائي المختلط الذي كونته مع«بيل تيلدين». البطولة الأولى التي فازت بها كانت بطولة جينيف، فقد حصلت عليها منذ 14 عاما (1919). وحققت انتصاراتها التالية في ألمانيا، حيث فازت ببطولة هامبورغ للأفراد وأيضا في كثير من الفئات الأخرى عامي 1921 - 1922. شاركت ليلي ألفاريث في ثنائيات الألعاب الأوليمبية في باريس مع اللاعبة«روزا توريس» عام 1924، وقد وصلت إلى ربع النهائيات، حيث كانت الرياضية الأكثر بُعدا التي وصلت إلى هذه المرحلة من الوفد الإسباني بأكمله. ليلي ألفاريث كان لديها الأداء الرائع في البطولات الفرنسية التي عقدت على شاطئ الريفييرا. مثله، عام 1923، بالفعل قد فازت في مونتي كارلو، وإيكس ليه با، وبرلين. وفي عام 1924، فازت ببطولة متروبولي. في عام 1925، فلزت في مونتي كارلووأيضا في بطولة نيس كوت دازور. وللمرة الأولى، في عام 1926، فازت في بطولة مهرجان كان، ولقد حصلت أيضاعلى بطولة كارلتون الثاني وكان لقبها الأول في إنجلترا: بطولة بيكنجهام. في عام 1927، كررت انتصارها في كان، وتمكنت من الفوز بطبعة عيد الميلاد لبطولة مونتي كارلو. وفي العام التالي، 1928، عادت للمنافسة في بطولة كوت دازور، واضافت لقب جديد: ريفيرا. في عام، 1929، فازت للمرة الثالثة ببطولة كوت دازور، وبوليوالثاني، وللمرة الأولى فازت ببطولة إسبانيا المنعقدة في سان سابيستيان. أما في عام 1930، فازت ليلي ألفاريث ببطولة روما، حيث تعتبر هذه البطولة هي الثالثة في الأهمية في أوروبا. لم تستطع أي إسبانية أن ترفع كأس هذه البطولة حتى جاءت وفعلتها اللاعبة«كونتشيتا مارتينيث» عام 1993.
في الشتاء، سافرت إلى الأرجنتين حيث فازت ببطولة بوينوس ايريس. بعد ما حدثت لها انتكاسة في أدائها، مما جعلتها تتقاعد في عام 1932، عادت من جديد عام 1937 لتحقق النصر في بطولات فرينتون ووينتشيستر.أغلقت ليلي ألفاريث مجالها الرياضي في كرة المضرب، عام 1942، مانحة بطولة جديدة لإسبانيا.طوال حياتها الرياضية تفوقت على أفضل اللاعبات في هذا الوقت مثل: سوزان لينجلين، مويا مايوري، ثيي أوسيم، هيلين كونتوستافلوس، سيمون ماتيوأولوثيا فاليريو. واعتبرت صحيفة«ديلي ميل» في لندن أن ليلي ألفاريث واحدة من أفضل 10 لاعبات كرة المضرب منذ عام 1926 حتى 1931. واعتُبرت أفضل ثاني لاعبة في العالم بعد اللاعبة«هيلين ويلس» خلال العامي 1927-1928. في عام 1931، صدمت عالم رياضة كرة المضرب من خلال اللعب في بطولة ويمبلدون للتنس مع تنورة مقسمة مصممة خصيصا للمصممة«إلسا شياباريلي» التي كانت رائدة تصميم السراويل القصيرة.وفازت ليلي ألفاريث في العديد من اللقاءات الخاصة بكرة المضرب ذات مرتبة أقل من البطولة.

## المجال الرياضي
وعلى الرغم من أن شهرة ليلي ألفاريث ترجع إلى رياضة كرة المضرب، إلا أنها لم تكن رياضتها المفضلة، بل كانت تفضل رياضات الشتاء (التزلج).تعلمت رياضة التزلج عندما كانت في الرابعة من عمرها في سويسرا، وفي عام 1917 (12 عام) فازت بأول بطولة لها في التزلج في سانت مورتيث، حيث فازت على البطلة الفرنسية«ميلي خولي». وكررت هذا الانتصار في عام 1921، فقد حصلت على الميدالية الذهبية العالمية للتزلج.وعقدت من قبل الوفد الإسباني للألعاب الأولمبية الأولى للشتاء لشامونيكس عام 1924، ومع ذلك، فإن اصابتها القوية جعلتها على كرة المضرب وتهجر التزلج نهائيا. بالرغم من ذلك، في عام 1940 استأنفت ممارسة رياضة التزلج وفازت ببطولة إسبانيا للتزلج في جبال الألب.في عام 1924، قررت المشاركة في بطولة كاتالونيا لسباق السيارات لذوسن 19، وحققت اللقب الأول والوحيد في هذه الرياضة. أهمية هذا النصر، حتى الآن، ترجع إلى أنها المرأة الوحيدة التي حققت نصرا على الرجال (لم يكن هناك مسابقة للسيدات).

## إنجازاتها في الجراند سلام

### زوجي للسيدات: 1 بطولة
| السنة | البطولة     | الزميلة        | الخصمان في النهائي  | النتيجة  |
| 1929  | رولان غاروس | كورنيليا بومان | بوبي هيني أليدا نيف | 5-7، 3-6 |

## المجال الأدبي
في عام 1927، كتبت ليلي ألفاريث كتابا باللغة الإنجليزية ونشرته في لندن تحت عنوان«كرة المضرب الحديثة». وفي هذه السنة بدأت في الكتابة عن السياسة في إسبانيا بالصحيفة البريطانية«ديلي ميل».في عام 1946 نشرت كتابها«الامتلاء»، حيث دعمت فيه الحركة النسائية العالمية. وفي عام 1951 اجرت محاضرات تحت عنوان«معركة الأنوثة» في المؤتمر الإسباني الأمريكى للسيدات، وعلى مر السنين كتبت العديد من الكتب. توفيت ليلي ألفاريث في مدريد في عام 1998.

## روابط خارجية
- ليلي ألفاريث على موقع IMDb (الإنجليزية)
- ليلي ألفاريث على موقع الاتحاد الدولي لكرة المضرب (الإنجليزية)
- ليلي ألفاريث على موقع أوليمبيديا (الإنجليزية)